# 瑪格麗特·伯比奇
愛蓮娜·瑪格麗特·伯比奇（英語：Eleanor Margaret Burbidge，FRS，1919年8月12日—2020年4月5日），婚前姓佩徹（Peachey），英國出生的美國天文學家，因為她的原創性研究而聞名，並且擔任包含格林尼治天文台台長等多項行政職務。
在她的職業生涯中曾經在倫敦大學天文台、芝加哥大學葉凱士天文台、卡文迪許實驗室、加州理工學院任職。1962年起她開始在聖地牙哥加利福尼亞大學任職，並且在1979年到1988年間是該校天文與太空科學中心首任主任。

## 經歷
瑪格麗特於1936年開始研究天文學，1939年畢業於倫敦大學學院，並於1943年取得博士學位。她在1945年申請卡內基研究員遭到拒絕，因為這個職位在當時必須在威尔逊山天文台進行觀測，而這個職位當時只接受男性。
1950年瑪格麗特申請到了葉凱士天文台的研究資助，並於1951年前往美國。1953年她返回英國和其丈夫傑佛瑞·伯比奇、威廉·福勒和弗雷德·霍伊爾一起研究。最終結果就是 B2FH理論。
1955年瑪格麗特終於以冒充其丈夫助手的方式獲得威爾遜山天文台的職位。後來管理方面發現了這件事，但她和丈夫是一起住在獨立的平房，而非男性人員宿舍而獲准留下。
1972年瑪格麗特擔任格林尼治天文台台長，這是該台300年來首度打破台長是皇家天文學家的傳統，而當時擔任皇家天文學家職位的是獲得諾貝爾物理學獎的電波天文學家馬丁·賴爾。她在接受該職位後15個月於打破傳統的爭議中離職轉任更實用的職位。
經過這些經歷之後，瑪格麗特成為對天文界歧視女性的抗爭中最重要和最有影響力的人物之一。因此她在1972年拒絕接受美國天文學會授予的安妮·坎農天文獎，因為該獎只授予女性。12年後她獲得了美國天文學會所授予不分性別的最高獎項，亨利·諾利斯·羅素講座。
1976年瑪格麗特擔任美國天文學會會長，1977年成為美國公民。1983年被選為美國科學促進會，同時也擔任美國天文學會副會長和會長。
2003年瑪格麗特因為天文成就獲選進入加州女性博物館的名人堂。

## 家庭
1948年4月12日瑪格麗特和理論天文物理學家傑佛瑞·伯比奇結婚。女兒 Sarah 於1956年底出生。傑佛瑞已於2010年逝世。

## 科學成就
1943年瑪格麗特獲得博士學位後，她開始藉著將攝譜儀和望遠鏡連線以研究星系。在葉凱士天文台期間她研究光譜類型B型恆星和星系結構。
1957年 B2FH 研究群提出了著名的結論，該理論稱除了非常輕的元素以外，絕大多數元素都是由恆星內的核融合形成。因此她和丈夫於1959年獲得海倫·B·華納天文獎。之後她是第一位量測出星系的質量和星系自轉曲線的人，且是研究類星體的其中一位先驅。
在加州大學聖地牙哥分校期間，她協助開發了哈伯太空望遠鏡1990年發射時使用的暗天體攝譜儀。目前她仍以該校物理系榮譽退休教授身分持續進行研究，例如非標準宇宙學中的「內禀紅移」。

## 榮譽
獎項
- 1959年與丈夫傑佛瑞·伯比奇一起獲得海倫·B·華納天文獎
- 1982年太平洋天文學會布魯斯獎
- 1983年美国国家科学奖章[3]
- 1984年亨利·諾利斯·羅素講座
- 2005年與丈夫一起獲得英國皇家天文學會金質獎章

命名事物
- 小行星5490
- 瑪格麗特·伯比奇獎 （页面存档备份，存于）

## 瑪格麗特·伯比奇獎
瑪格麗特·伯比奇獎由美國物理學會加州內華達夏威夷分會設立, 用以表彰由研究生完成之當年最佳實驗物理成果。 該獎于美國物理學會加州內華達夏威夷分會年度會議中評出。